# Barrio Galán Gómez
El barrio Camilo Torres Restrepo, conocido popularmente como barrio Galán Gómez, está ubicado en Santander, en la Comuna 2 de la ciudad colombiana de Barrancabermeja. Se caracteriza, al igual que el barrio El Parnaso y el Barrio El Rosario, por ser construidos para dar solución a la demanda de vivienda que generó el ensanche de la Refinería entre los empleados de Ecopetrol.

## Historia
En el año de 1968, el 25 de agosto se inicia la construcción del barrio en Barrancabermeja en Santander, que se encuentra ubicado en el centro de la comuna dos, siendo uno de los barrios más importantes del municipio petrolero.

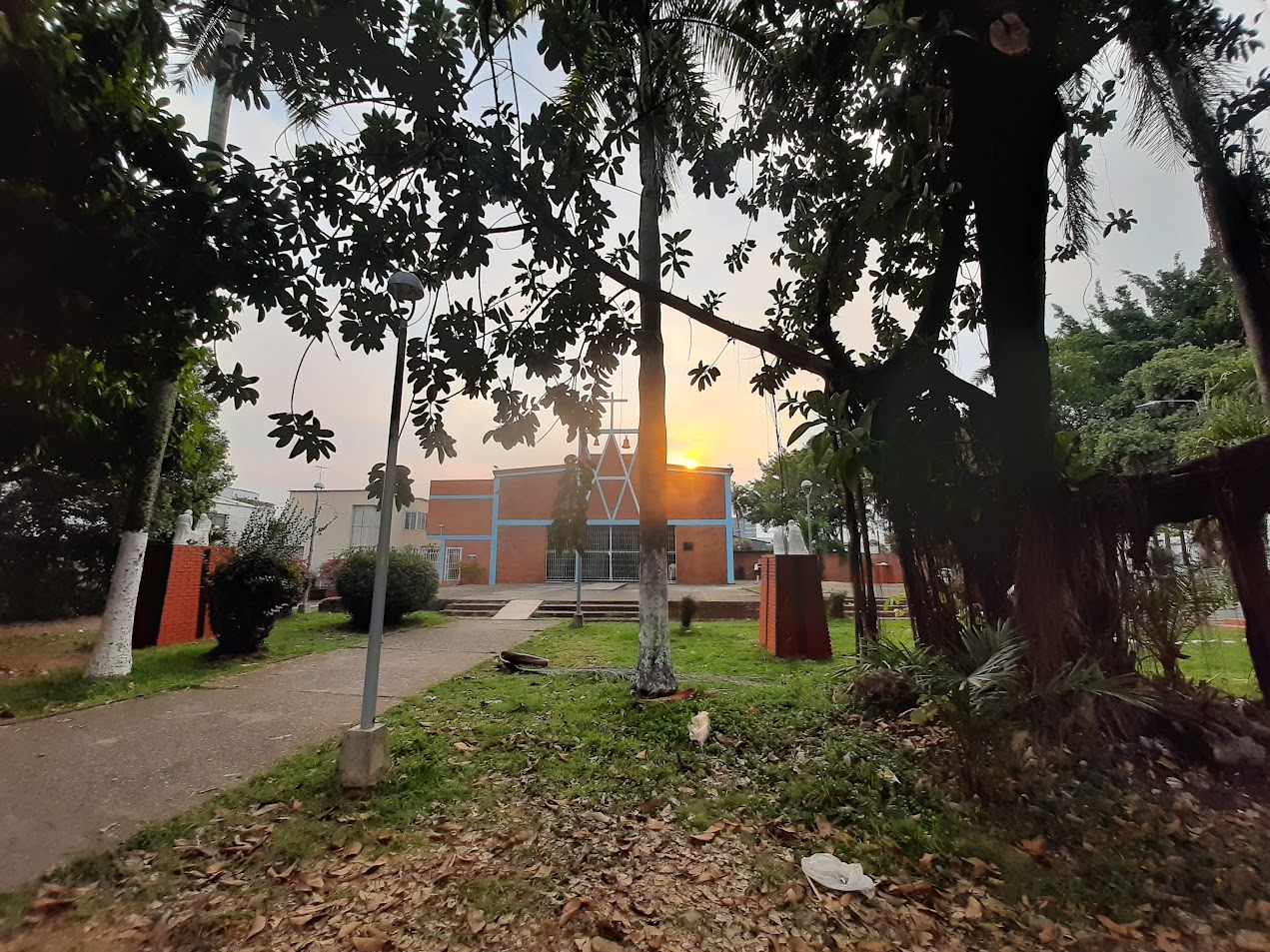
Parroquia María Auxiliadora. Barrio Galán Gómez

Al ser Barrancabermeja el centro petrolero más importante del momento en el país, esta zona donde en la actualidad es el barrio Galán Gómez, era el lugar del refugio de los obreros de las petroleras, en donde junto con su familia tenían refugios para vivir mientras cumplían con su trabajo de exploración y explotación de petróleo en la zona.
Pero para el año de 1968, el alcalde de la época del municipio Don Pedro Elías Ardila, con ayuda de algunos trabajadores tumbó lo que rodeaba y protegía el refugio de estos trabajadores de las petroleras, dando el libre acceso a toda la ciudadanía de pasar o vivir en este sector de la ciudad.

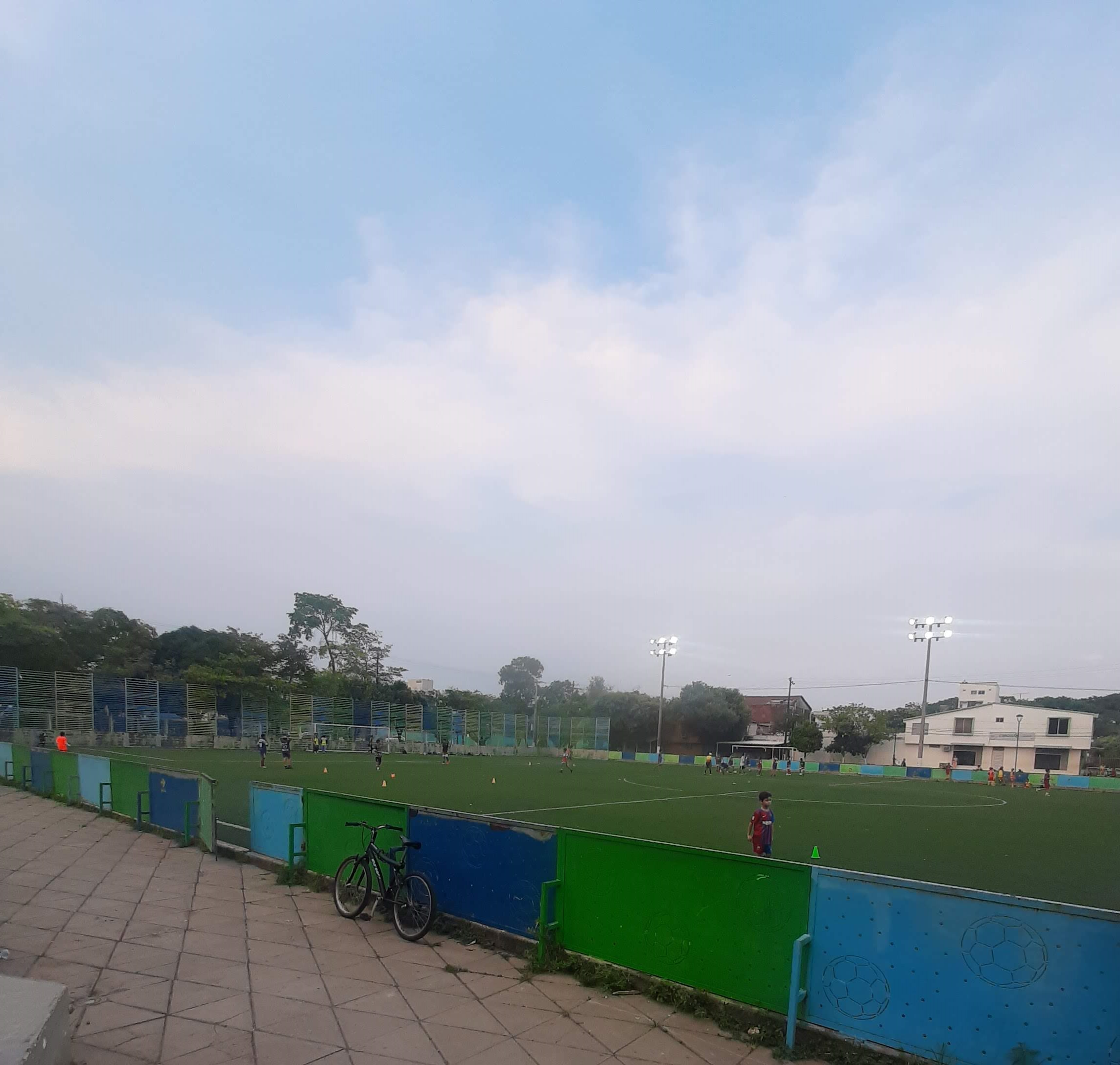
Cancha Cotraeco (Cooperativa de trabajadores de Ecopetrol)

Su nombre inicial, dado mediante el Acuerdo 003 de Mayo de 18 de 1967, fue en honor al que era el presidente de Ecopetrol, Mario Galán Gómez, pero 3 años después es modificado por Camilo Torres según el Acuerdo 026 del 26 de noviembre de 1970, el cual menciona que "el barrio construido por Cavipetrol en la parte suroriental entre la calle 12 (antigua Avenida del Ferrocarril) y calle 23 y entre carrera 28 y 24, se denominará Barrio Camilo Torres". 
En este mismo año de su inauguración el barrio fue bautizado por los habitantes como el barrio "Hueso Blanco", puesto que las construcciones eran muy costosas.
Inicialmente el barrio contó con la construcción de 498 viviendas las cuales eran habitadas por personas que emigraban a Barrancabermeja de las municipios del alrededor de la ciudad de Santander. Pero actualmente el barrio ha presentado un notable crecimiento de su población, por lo cual la alcaldía del municipio inició un programa de construcción de más viviendas hasta el punto de completar dos etapas más.

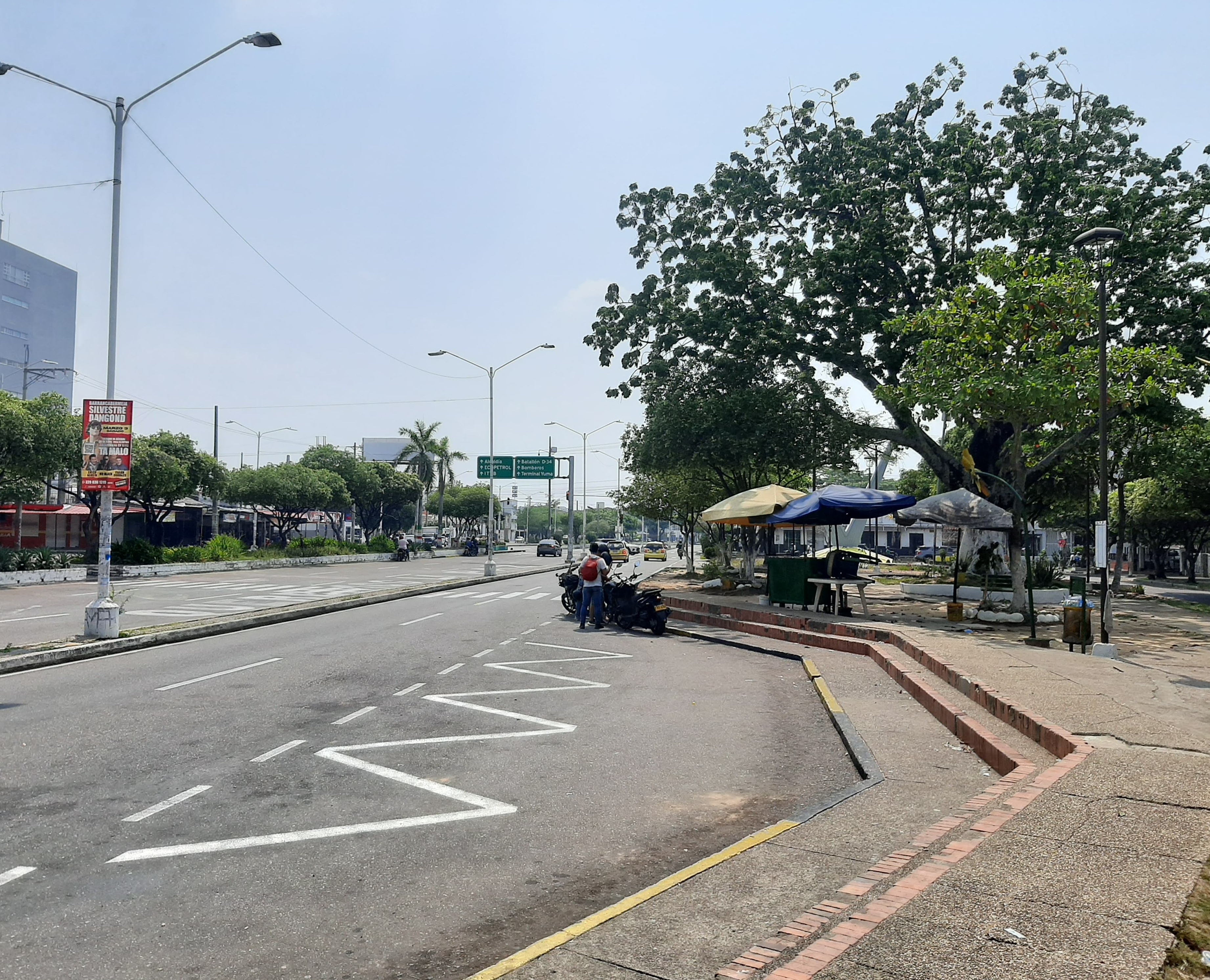
Avenida del Ferrocarril y Parque Camilo Torres Restrepo

Esta segunda y tercera etapa tiene sus inicios en el año de 1970, en donde más de 700 viviendas conforman lo que hoy en día se conoce como el barrio Galán Gómez.
El barrio se encuentra ubicado junto al parque  Camilo Torres entre las carreras 24 y 28, pasando por la calle 60 y terminando en la carrera 14 del municipio.

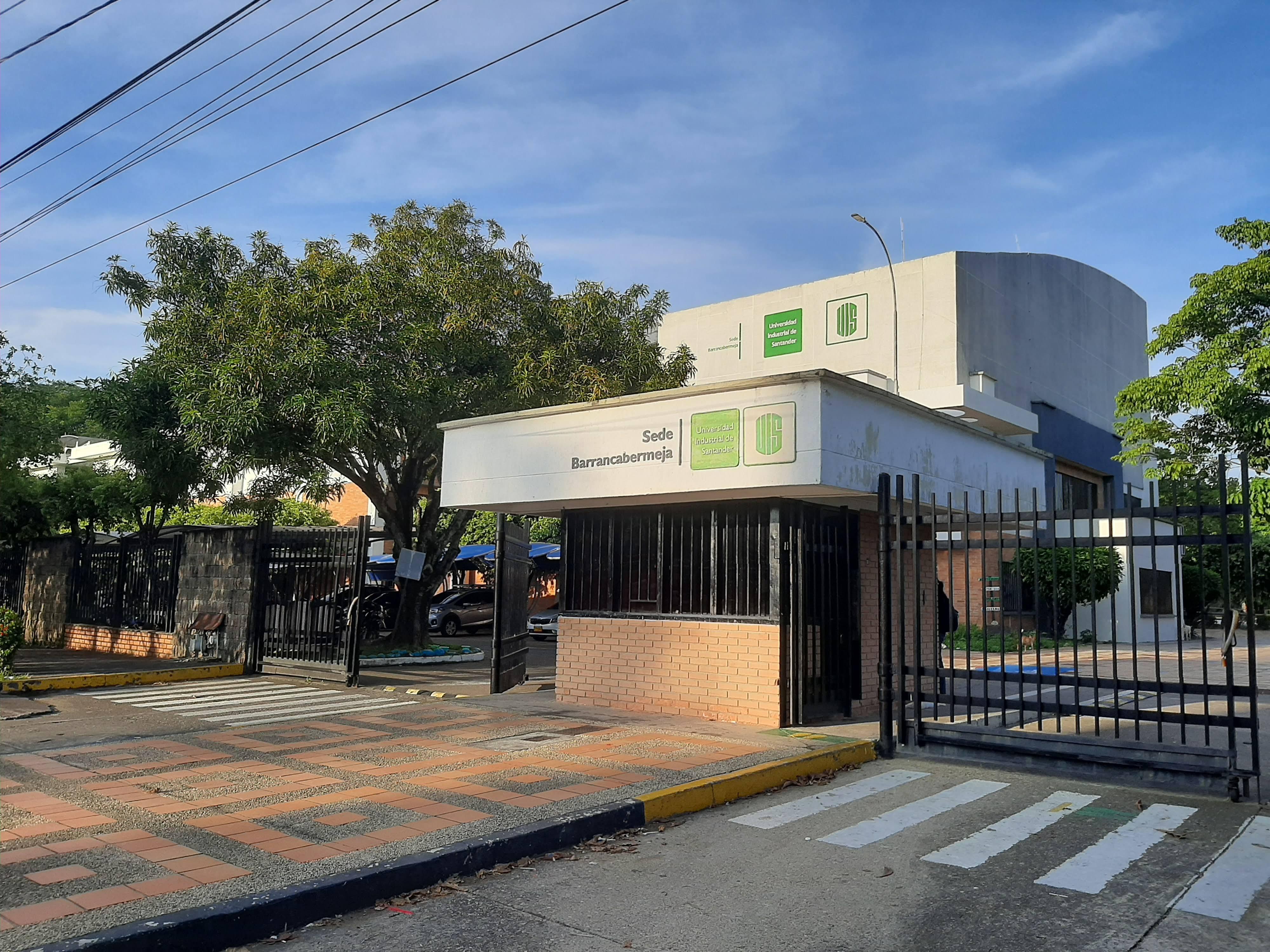
Universidad Industrial de Santander. Sede Barrancabermeja

Su perfecta ubicación del barrio, ha hecho que muchos turistas lleguen hasta el sector, donde se les es permitido disfrutar de todas las comodidades, además de estar cerca de sitios turísticos característicos de la región como:
- El Paseo de la Cultura.
- Centro Comercial San Silvestre.
- Parque  Camilo Torres
- Unidades deportivas Galán (más conocida como la cancha de COTRAECO).
- Parroquia María Auxiliadora
- Sena
- Universidad Industrial de Santander sede Barrancabermeja
- Colegios